# Крістоффер Ольсен
Крістоффер Ольсен (норв. Kristoffer Olsen, 8 серпня 1883 — 4 серпня 1948) — норвезький яхтсмен.
Олімпійський чемпіон 1920 року в класі 8 метрів (за правилами 1907 року).